# Great End
Great End ist einer der 214 Wainwright genannten Berge (Fell) im nordenglischen Nationalpark Lake District und der nördlichste Gipfel des Scafellmassivs.
Während Great End von Süden betrachtet lediglich wie ein kleiner Hügel erscheint, der sich nur unwesentlich von seiner Umgebung unterscheidet, erhebt er sich von Norden aus gesehen mit einer imposanten und steilen Felswand aus dem Talkessel von Sprinkling Tarn. Hier ist ein beliebter Biwakplatz für Wanderer (Fellwalker) und Felskletterer.
Alfred Wainwright schrieb über Great End in seinem Pictorial Guide to the Lakeland Fells: „This is the true Lakeland of the fellwalker, the sort of terrain that calls him back time after time.“
Die knapp 200 Meter hohe Nordseite besteht aus einer Felswand, die mit zahlreichen Spalten (Gully) durchzogen ist, in denen oft noch bis spät in den Frühling hinein Schnee zu finden ist. Eine davon ist Cust's Gully, die nach dem aus Yorkshire stammenden Bergsteiger und Zeichner Arthur Cust benannt wurde, der zahlreiche Aquarelle vom Matterhorn und Mont Blanc schuf. Cust's Gully wird als Felskletterei ersten Grades eingestuft. Für Fellwalker stellt es allerdings ein erhebliches Hindernis beim Aufstieg von Sprinkling Tarn aus dar. Die erste Winterbegehung durch Arthur Cust ist 1880 dokumentiert, obwohl man vermutet, dass es ihm vorher schon gelungen war, Great End im Winter auf diesem Wege zu erreichen.
Der Nordwestgrat von Great End führt zum Pass Sty Head, der die Täler Wasdale, Great Langdale und Borrowdale miteinander verbindet. Im Südosten liegt der Pass Esk Hause, von dem man das Tal Eskdale erreicht. Im Süden gelangt man über einen flachen Sattel zwischen Ill Crag und Broad Crag hindurch nach etwa zwei Kilometer zu Englands höchstem Berg Scafell Pike.
Vom Gipfel hat man einen freien Blick nach Norden ins Borrowdale, während das Panorama nach Süden vom Scafell Pike dominiert wird. Die oberen Bereiche der zahlreichen Gullies der Nordwand bieten spektakuläre Ausblicke zum Sprinkling Tarn.